# Philipp Huspek
Philipp Huspek (Grieskirchen, 5 febbraio 1991) è un calciatore austriaco, centrocampista del Wallern.

## Palmarès

### Competizioni nazionali
- Coppa d'Austria: 2

Ried: 2010-2011
Sturm Graz: 2017-2018